# Euphorbia geyeri
Euphorbia geyeri är en törelväxtart som beskrevs av Georg George Engelmann och Asa Gray. Euphorbia geyeri ingår i släktet törlar, och familjen törelväxter. Inga underarter finns listade i Catalogue of Life.